# Eishōsai Chōki

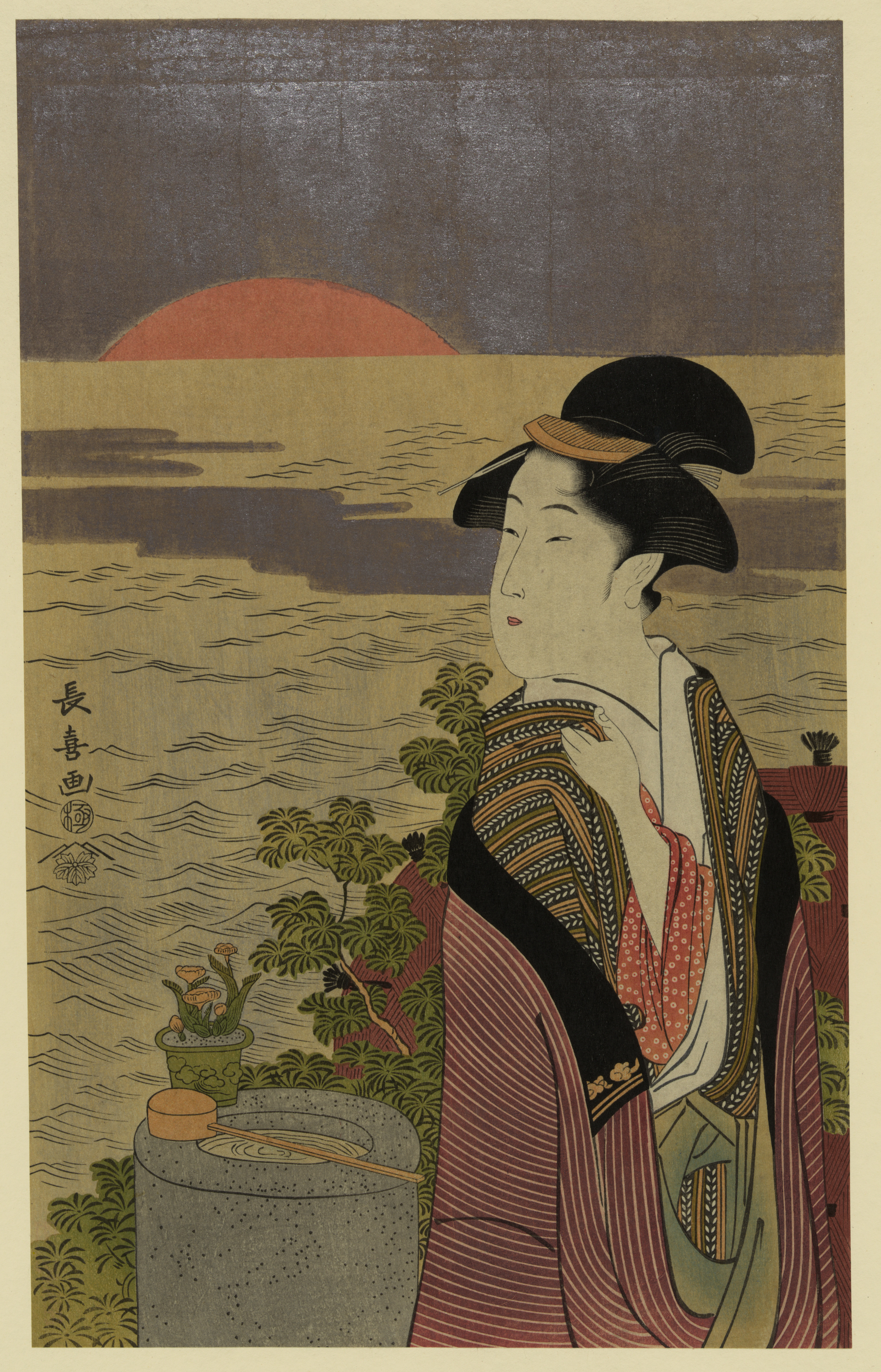
Nascer do Sol do Ano Novo, xilogravura colorida, 1790.

Eishōsai Chōki (em japonês:  栄松斎 長喜), também conhecido como Momokawa Chōki, foi um gravurista japonês de xilogravura do ukiyo-e. Esteve ativo entre 1786 e 1808. Chōki, juntamente com Utamaro, foi um pupilo de Toriyama Sekien (1712–1788). Chōki ficou conhecido por seus retratos de delgadas figuras femininas, com frequentes cenários de fundo de forte atmosfera. Suas peças carregavam considerável semelhança às de Torii Kiyonaga. Assinou a maior parte de seus trabalhos como Chōki (長喜), embora também tenha usado em alguns as alcunhas de Eishōsai (栄松斎) ou Shikō (子興).